# Diabolo (jonglerie)
Pour les articles homonymes, voir diabolo.

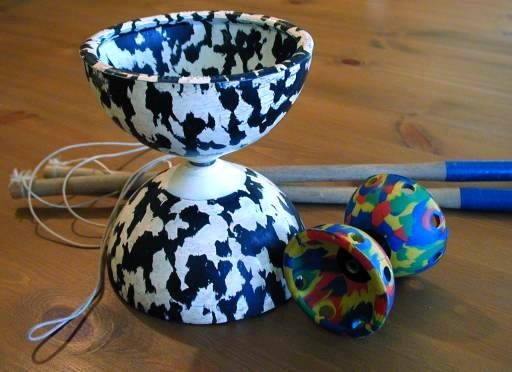
Deux diabolo avec des baguettes.

Le diabolo est un instrument et une discipline de la jonglerie.
L’instrument est composé de manière générale de deux calottes en plastique serties par un boulon à un axe métallique ou en teflon ayant la forme d’une gorge de poulie. Il est le plus souvent accompagnés de deux baguettes en bois, en aluminium, voire en fibre de carbone ou de verre qui permettent par effet de levier de transmettre des forces importantes au diabolo. Les baguettes sont reliées par du fil, le plus souvent en nylon et en kevlar pour les diabolos « feu ». Parfois le fil est bouclé sur lui-même et le diaboliste n’a pas de baguettes mais plutôt des gants.
C’est l’effet gyroscopique qui permet de maintenir le diabolo en rotation en équilibre sur le fil.
Il existe des diabolos plus atypiques :
- divers types de diabolos inflammables ou de diabolos lumineux ;
- à une seule calotte, plus difficiles à manier et ressemblant à des toupies ;
- dont l’axe est sur roulement à billes, à sens unique…

## Histoire

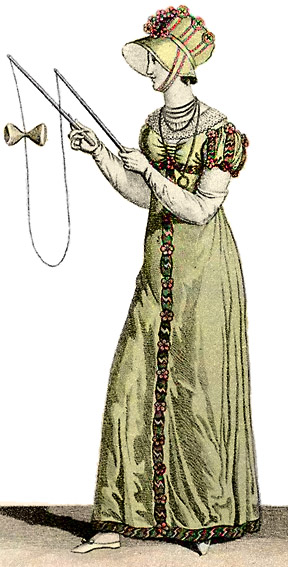
Jeune femme jouant au diabolo (Costumes parisiens, 1812).

L’origine du diabolo n’est pas connue. Il provient peut-être de Chine vers 4000 av. J.-C.[réf. nécessaire] où il était employé en tant qu'arme de guerre. En France, il était connu jusqu’au XXe siècle sous le nom de diable à cause du bruit qu’il produisait (ce qu’évoque aussi l’expression « boucan du diable »). Le terme « bâton du diable », qui désigne un autre instrument de jonglage, a sans doute la même origine.
Le diabolo connaît plusieurs pics de popularité aux XIXe et XXe siècles. L’un d’eux est dû à une innovation technique de Gustave Philippart au début du XXe siècle, innovation qui lui donne sa forme actuelle : deux cônes reliés à leurs extrémités les plus fines par un axe. Sous la marque « Diabolo », il est commercialisé dès 1903 par la firme Kratz-Boussac (Jouets K-B ou Euréka) au tout début du XXe siècle. Un article paraît sur ce jeu dans Mon beau livre en 1906. L'année suivante, le jeu est interdit dans les rues de Paris par la Préfecture.
Il n’a été remis au goût du jour que dans les années 1950. Son emploi posait problème car il était considéré comme dangereux. C’est une petite entreprise française située dans la banlieue de Vernon, les Établissements Barreau, qui relance le diabolo en France en utilisant le caoutchouc, qui le rendait moins dangereux. Ce modèle est baptisé « Diavolux ». Le bon équilibre de chaque exemplaire était testé avant sa mise en vente. Le brevet est vendu à la fin des années 1970. Les propriétaires prennent leur retraite au début des années 1990.
Les diabolos actuels sont à l’origine du regain d’intérêt pour ce jeu. Depuis les années 1980, on utilise deux diabolos simultanément et depuis le début des années 2000 on peut en utiliser trois voire plus. L’utilisation de la notation siteswap a permis d’inventer de nouvelles figures à plusieurs diabolos. L’amélioration des formes ainsi que l’utilisation de plastique au lieu de bois permet d’exécuter un plus grand nombre de figures. Les diabolistes de tous niveaux se retrouvent régulièrement lors de rassemblements de jonglerie appelés convention.

## Physique
Le poids et le diamètre du diabolo influent sur son moment d'inertie. Plus le diabolo a un grand diamètre, plus il est stable. De manière générale plus l’inertie du diabolo est grande, plus il est stable.
Il est généralement admis qu’un diabolo est trop léger en dessous de 240 g, et trop lourd au-dessus de 320 g. Ces valeurs varient évidemment avec la force du jongleur.

## Pratique

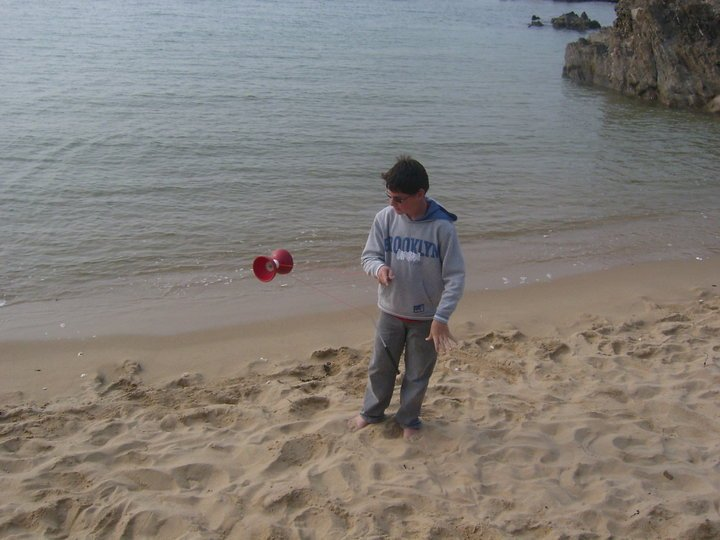
Un Diaboliste en action.

La posture normalese tenir debout et bien droit, le corps détendu, les jambes souples. Saisir une baguette dans chaque main. Laisser le diabolo au sol. Mettre les bras le long du corps, lever les avant-bras à l’horizontale devant soi, les baguettes tendues et ne surtout pas oublier de rester en face du diabolo.
Tenue des baguettesles baguettes sont prises du côté opposé à celui du nœud. Mieux vaut les saisir en bout pour plus d’aisance. Cependant, lorsqu'on pratique l'accélération chinoise, on peut ressentir une certaine douleur au niveau des poignets. Les baguettes devront être parallèles tout au long de l’exercice.
Départpositionner le diabolo à cheval sur la ficelle. Se mettre en posture normale. Faire rouler le diabolo de droite à gauche (pour les droitiers, les gauchers doivent réaliser le mouvement inverse), puis lever les bras : le diabolo commence alors à tourner. Garder le diabolo sur le fil en gardant son axe face à soi. Toujours se placer dans sa direction et suivre son mouvement.
Corrections et accélérationstout au long de l’exercice d’entraînement, pour maintenir la vitesse du diabolo, donner de petits à-coups en levant la baguette de droite (pour les droitiers), ce qui donne l’impression de battre le diabolo ou de le fouetter. Continuer ce mouvement afin de conserver une vitesse suffisante.
- Corrections : si le diabolo penche vers soi, c’est-à-dire en direction des pieds, pousser la baguette droite en avant jusqu’au rétablissement normal. À l’inverse, s’il penche en avant, ramener la baguette droite vers soi. Toujours suivre l’axe du diabolo.

- Accélérations :
  - accélération de base : élancer le diabolo en le faisant rouler au sol ; relever le bras droit et le redescendre plus rapidement. Répéter ce mouvement en accélérant le rythme ;
  - accélération wrapée : après avoir démarré, enrouler la ficelle autour de l’axe du diabolo à l’aide de la baguette de droite ; répéter l’accélération, plus lentement en écartant légèrement la baguette de gauche ;
  - accélération chinoise : exercer un mouvement de va-et-vient horizontal ; le bras droit passe sous le gauche puis revient, et ainsi de suite ; le diabolo ne doit pas décoller du fil.
  - accélération en rond : il suffit de faire un nœud wrap puis de faire un mouvement circulaire entre le bras gauche et le bras droit ; commencer un bras à la fois puis combiner les deux ; il est important que le diabolo reste entre les deux bras, sinon le wrap va se défaire.

## Figures
Avant de réaliser une figure, s’assurer que le diabolo est stable et possède une bonne vitesse de rotation.

### 1 Diabolo (1D)
- Le lancer : cette figure comporte peu de difficultés par rapport à l’effet qu’elle produit. La hauteur du lancer et la réception sont les clés du succès. Écarter simultanément les deux bras vers les côtés ; le diaboliste forme un « T », la ficelle est tendue, prête à recevoir le diabolo. Pour une meilleure réception, le bras droit est pointé dans l’axe du diabolo, plus haut que le bras gauche(ou le contraire si gaucher). Lorsque le diabolo touche la ficelle, amortir la chute pour éviter qu’il ne rebondisse. La maîtrise du lancer permet d’exécuter de multiples figures : réception dans le dos, petits rebonds…

- L’ascenseur : cette figure donne un effet très surprenant. Le spectateur voit effectivement le diabolo monter puis descendre le long du fil. Plus la vitesse de rotation est grande, plus le nombre de trajets de bas en haut sera important. Faire tourner le diabolo le plus rapidement possible. Lever le bras gauche au-dessus de la tête, puis enrouler la ficelle autour de l’axe avec la baguette droite. Baisser le bras droit pour tendre la ficelle, d’un coup de poignet, et faire monter le diabolo le long de la ficelle. Pour le faire descendre, détendre doucement le fil. Si le diabolo tourne encore assez vite, on peut renouveler la figure plusieurs fois.

- Le soleil : jolie et facile à réaliser, cette figure est très vite contrôlée. Il suffit de faire prendre de la vitesse au diabolo puis de le balancer sur le côté pour former un cercle. Le diabolo reste collé à la ficelle. Cette figure se réalise dans les deux sens, de droite à gauche ou de gauche à droite, et peut également se répéter plusieurs fois si la vitesse de rotation reste suffisante.

- Le satellite de la jambe : le diabolo doit passer entre les jambes du diaboliste. Enjamber la ficelle et, d’un coup, soulever le diabolo pour le faire passer par-dessus la jambe située en avant et le réceptionner de l’autre côté. Laisser le diabolo rouler sous la jambe pour revenir à la position précédente. Renouveler le passage si possible. Cette figure peut s’accomplir avec l’une ou l’autre jambe, dans n’importe quel sens, et comporte plusieurs variantes.

- Slide baguettes aller retours : cette figure ne demande pas beaucoup d’entraînement. Le spectateur voit le diabolo sauter d’une baguette à l’autre comme une puce. Tenir les baguettes perpendiculairement à soi. Faire sauter le diabolo sur la baguette droite. Ce dernier dérape sur la baguette et reste alors sur place. Pour plus de stabilité du diabolo, incliner légèrement la baguette droite vers le haut. Cette manipulation une fois maîtrisée, envoyer le diabolo sur la baguette opposée et le réceptionner en amortissant sa chute.

- La cuillère appelée aussi le « Darkside » : cette figure consiste à rattraper le diabolo par le dessus, ce qui aboutit à un croisement des bras. La cuillère est une figure importante car elle est le départ de nombreuses figures telles que le génocide, le mini-génocide, la croix, certains nœuds magiques…

- Le fouet : cette figure consiste à rattraper le diabolo en tenant les 2 baguettes dans une seule main. Il faut tout d’abord lancer le diabolo assez haut et légèrement sur la gauche (pour les droitiers), puis prendre les 2 baguettes dans la main droite à la base, les extrémités écartées d’environ 10 cm, ramener le bras en arrière, puis quand le diabolo arrive à la hauteur des épaules, lancer vivement le bras en avant en visant le diabolo.

- Le suicide c’est un simple lâcher de baguette. Faite balancer le diabolo. Puis coller les deux baguettes et les lâcher vers « 10h » attendre qu’elles retombent.

### 2 Diabolos (2D)
Le carrousel 2 diabolos
C’est la position « stable » (mais dynamique) pour jongler à 2 diabolos. Les diabolos roulent sur la ficelle de droite à gauche (pour droitier). Une fois arrivé à gauche, le diabolo saute par-dessus l’autre diabolo et est rattrapé par la ficelle, et ainsi de suite. Ceci donne une impression que les 2 diabolos sont en orbite l’un par rapport à l’autre. C’est un mouvement infini..
Départ fusée (pour 2 diabolos)
C’est un départ spectaculaire où les 2 diabolos sont au sol, dans un « pli » de ficelle. Le jongleur tire la ficelle vers le haut, et les 2 diabolos se séparent, permettant un rattrapage des 2 diabolos dans le mouvement stable du carrousel (voir plus haut).

## La notationsiteswapappliquée au diabolo
À l’origine développé pour décrire la jonglerie de lancer, la forme dite « vanille » de la notation siteswap est aussi utilisée dans le domaine du diabolo, pour les figures à plusieurs diabolos (2, mais surtout 3 voire 4 diabolos). Certaines figures consistant en une série de lancers consécutifs à hauteurs différentes, on peut appliquer le siteswap vanille en ne considérant qu’une seule « main » : la ficelle du diabolo.
Il existe deux notations : la notation dite « high » (pour l’anglais « haut ») est utilisée pour un carrousel en hauteur, tandis que la notation dite « low » (de l’anglais « bas ») est utilisée pour un carrousel restant dans la ficelle.

### La notation «high»
- Le 0 correspond à une ficelle vide ;
- Le 1 correspond à un diabolo dans la ficelle ;
- Le 2 correspond à la hauteur d’un grand carrousel à deux diabolos ;
- Le 3 correspond à la hauteur d’un grand carrousel à trois diabolos ;
- Etc.

Le 0 est souvent interprété comme une pirouette, le 1 comme un soleil entre les bras. La séquence 01 peut être l’occasion d’un fouet à deux mains et un soleil, par exemple dans les siteswap 3401 (à deux diabolos) ou 45501 (à trois diabolos). Des enchaînements de 1 peuvent être utilisés pour effectuer des figures à un diabolo nécessitant plus de temps.

### La notation «low»
Pour modéliser les figures dans lesquelles 2 diabolos sont dans la ficelle au même moment, la notation high n’est plus adaptée. On utilise donc une notation low : un lancer à hauteur 2 en high correspond à un lancer à hauteur 4 en low, un lancer à hauteur 3 en high correspond à un lancer à hauteur 6 en low, et ainsi de suite. De cette façon, un 2 low correspond à un lancer à la hauteur d’un carrousel 2 diabolos dans la ficelle, ce qui ne peut pas être codé en notation high.
Toutes les figures codées en high peuvent être codées en low (on a vu que ce n’était pas vrai pour l’autre sens).
- Un 0 high est noté 00 en low.

- Un 1 high est noté 11 en low.

- Un 2 high est noté 40 en low.

- Un 3 high est noté 60 en low.

Et ainsi de suite, un lancer à hauteur x en high est noté en low par y0 où y est le double de x, à l’exception du 1 high qui est noté 11 comme on le verra dans la partie concernant les soleils.

### Les soleils
Les soleils simples (sous le bras) peuvent aussi être codés en siteswap.
On a vu qu’un soleil à 1 diabolo est représenté par les séquences 1 en notation high et 11 en notation low (ce qui est plus cohérent que d’écrire 20 car le diabolo est dans la ficelle tout au long de la figure).
Un soleil à 2 diabolos se note 2* et un soleil à 3 diabolos 3* en notation low (ils ne peuvent pas être codés en high). Noter les soleils à 2 et à 3 diabolos par 2 et 3 respectivement serait correct en ce qui concerne la gestion des temps, mais modifierait l’ordre réel des diabolos. La présence du symbole * indique le décalage dans l’ordre des diabolos créé par le soleil.
Exemple : 2224112*222 permet de décrire un « feed the sun » (soleil 1 diabolo suivi directement d’un soleil 2 diabolos).

## Améliorations
Le diabolo peut être amélioré grâce à des « kits ».
Il existe plusieurs sortes de kits :
- Kits lumineux : c’est un système de DEL avec des piles fixé à l’intérieur des calottes du diabolo, permettant ainsi de faire du diabolo dans le noir (pour faire du diabolo dans le noir, il existe aussi des diabolos inflammables). Les diabolos de feu ou lumineux permettent aussi de rendre le diabolo plus spectaculaire.

- Kits poids : au cas où le diabolo serait trop léger (ou trop lourd), ce kit rajoute du poids en fixant des bagues métalliques dans les calottes (ou retire en remplaçant les pièces de base par des plus légères).

- Kits axe large : ce kit est un axe (« bague ») qui fait 2 fois la taille d’un axe normal. Il permet de faire des figures sur les doigts ou des « slides » sur les baguettes plus aisément.

- Kits axe à roulement : cet axe à roulement permet de conserver la vitesse maximale de rotation du diabolo sur 50 % de temps en plus.

Le kit axe large connaît des variantes avec des axes plus ou moins larges.
- Kit feu : un kit qui permet d’enflammer le diabolo mais il faut avoir une ficelle spéciale.

## Excalibur (Vertax) ou le diabolo vertical

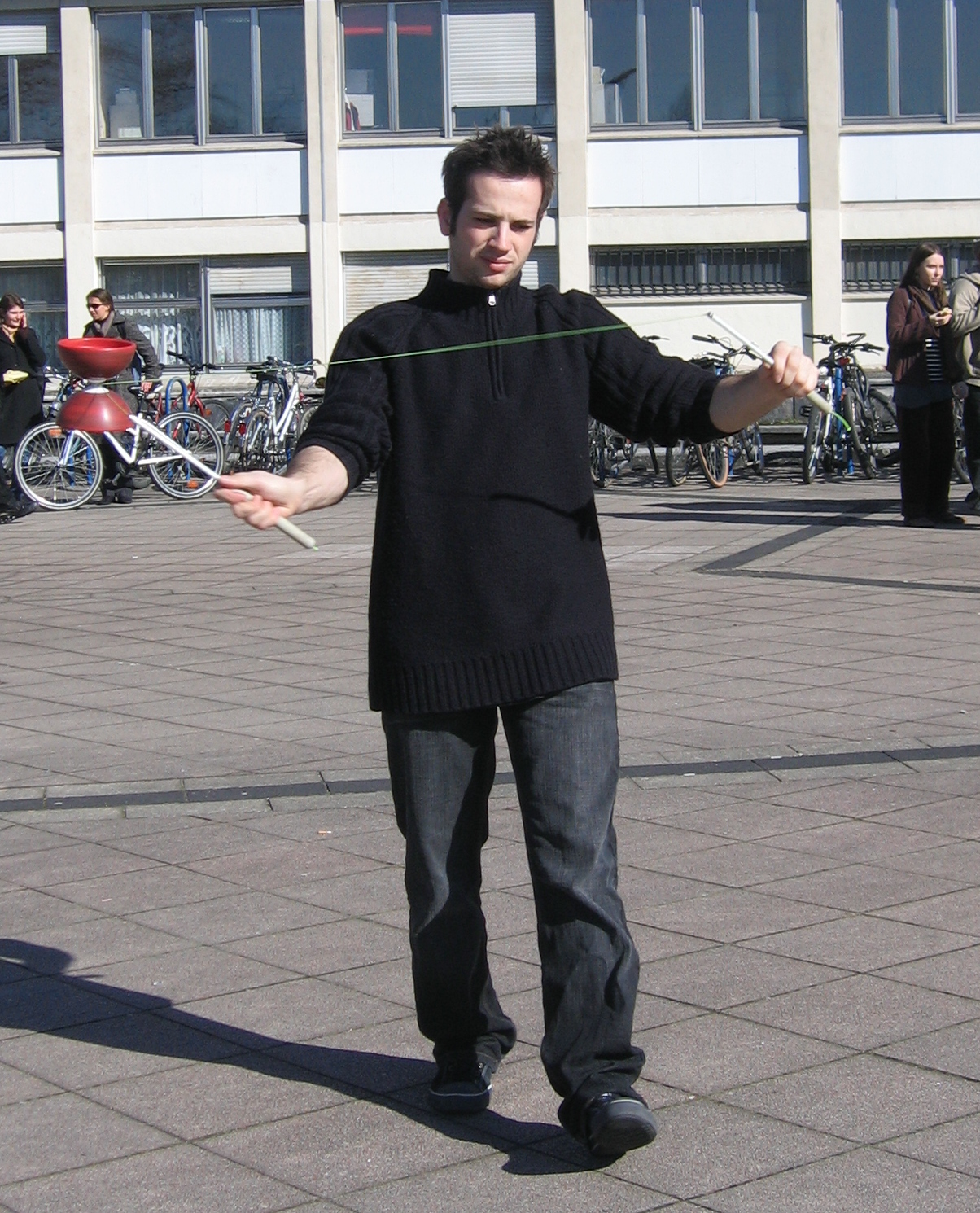
Excalibur en diabolo

C’est une discipline qui consiste à faire tourner son diabolo à la verticale (axe de rotation à la verticale). Pour ce faire, on accélère le diabolo grâce à l’accélération chinoise (en faisant frotter la ficelle gauche sur la coque extérieure, au niveau de l’axe, le diabolo se penche petit à petit et est également possible d'appliquer simplement une ferme pression avec sa baguette directrice contre la coque du diabolo).  

## Achat
Pour s'initier au diabolo, il est conseillé d’acheter un « grand » diabolo pouvant avoir une vitesse rotative importante et une bonne stabilité. Si vous avez moins de 10 ans, les diabolos dits « moyens » sont plus appropriés. Les figures sont plus limitées mais ils nécessitent moins de force pour rattraper un haut lancer.
Pour ce qui est des baguettes, il vaut mieux, lorsqu'on est habitué, acheter des baguettes en carbone ou en aluminium, ainsi le nœud est situé au bout de la baguette (la ficelle passe dans la baguette afin de venir s'attacher au bout).

## Français internationalement reconnus
- Lucien Kra (1889-1944), champion du monde de diabolo le 5 août 1907, au fronton Bineau de Neuilly-sur-Seine[6]
- Tony Frebourg, quatre titres de champion du monde de diabolo, ancien recordman du monde de lancés avec 3,4 et 6[7]
- Antonin Hartz, champion du monde de diabolo le 19 décembre 2004, aux Championnats du monde de jonglerie organisés à Las Vegas
- Priam Pierret, 3e du Championnat du monde de diabolo la même année et artiste performer.
- Baptiste Durand, 4e du Championnat du monde de diabolo la même année.
- Étienne Chauzy, a considérablement développé le 3 diabolo low et fut un des premiers à jongler avec 4 diabolos low.
- Robin Spinelli, a considérablement développé le 4 diabolos low et fut un des premiers à jongler avec 5 diabolos low.
- Guillaume Karpowicz, recordman du monde en 2018 avec 87 catches à 5 diabolos high et 14 catches à 6 diabolos high.